# Sn-グリセロール-1-リン酸デヒドロゲナーゼ
sn-グリセロール-1-リン酸デヒドロゲナーゼ（sn-glycerol-1-phosphate dehydrogenase）は、次の化学反応を触媒する酸化還元酵素である。
sn-グリセロール1-リン酸 + NAD(P)+ {\displaystyle \rightleftharpoons } グリセロンリン酸 + NAD(P)H + H+
すなわち、この酵素の基質はsn-グリセロール1-リン酸とNAD(P)+、生成物はグリセロンリン酸とNAD(P)HとH+である。
組織名はsn-glycerol-1-phosphate:NAD(P)+ 2-oxidoreductaseで、別名にglycerol-1-phosphate dehydrogenase [NAD(P)+], sn-glycerol-1-phosphate:NAD+ oxidoreductase, G-1-P dehydrogenase, Gro1PDH, AraMがある。